# رفعت داداش‌اف
رفعت داداش‌اف (ترکی آذربایجانی: Rüfət Oleq oğlu Dadaşov؛ زادهٔ ۲۹ سپتامبر ۱۹۹۱) بازیکن فوتبال اهل جمهوری آذربایجان است.
از باشگاه‌هایی که در آن بازی کرده‌است می‌توان به باشگاه فوتبال زاربروکن، باشگاه فوتبال فینیکس رایزینگ، و باشگاه فوتبال کایزرسلاوترن اشاره کرد.
وی همچنین در تیم ملی فوتبال جمهوری آذربایجان بازی کرده‌است.